# Dazibao

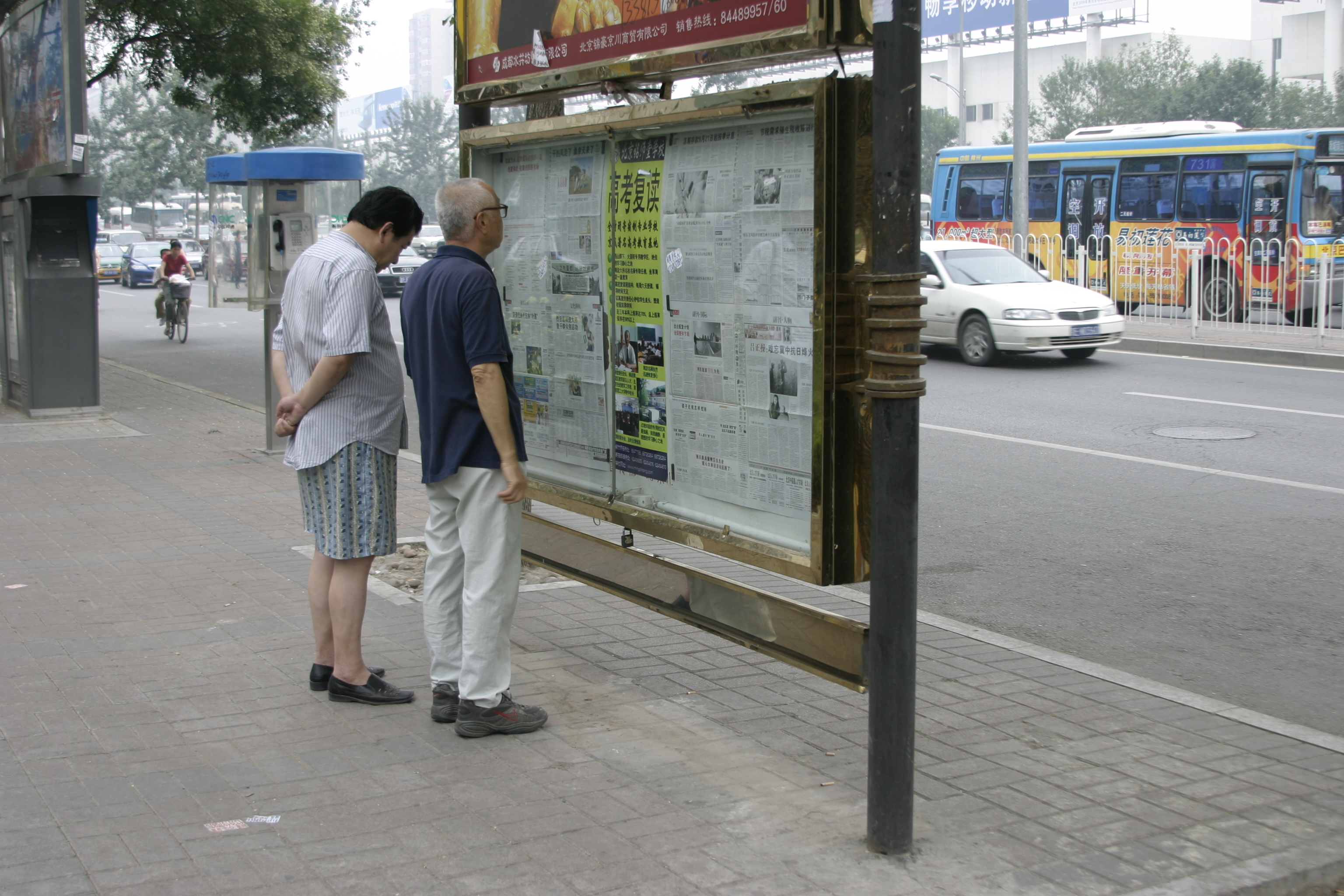
Afiches en Pekín, 2005.

Un dazibao (en chino tradicional, 大字報; en chino simplificado, 大字报; pinyin, dàzìbào, literalmente "periódico a grandes caracteres") es un tipo de periódico manuscrito usando caracteres chinos de gran tamaño. Constituían afiches redactados por un ciudadano común con un tema político o moral y pegados en muros para ser leídos por el público.
La expresión de la opinión pública por medio de afiches es una tradición que se remonta a la China imperial. Algunos viajeros cuentan que los ciudadanos descontentos escribían o imprimían afiches para criticar al gobierno del magistrado imperiales, los cuales eran pegados en la ciudad e incluso delante del tribunal, sede de la magistratura. Luego, el pueblo se reunía en torno a los afiches para comentarlos.
Los dazibaos se hicieron más comunes cuando las tasas de alfabetización se incrementaron después de la revolución de 1911. También incorporaron periodos de circulación limitadas y panfletos que se pretendía estuvieran desplegados públicamente.